# Aisha Tyler
Aisha Tyler (San Francisco, California; 18 de septiembre de 1970) es una actriz, comediante y escritora estadounidense. Es más conocida por su papel de Andrea en la serie Ghost Whisperer y su papel recurrente en Friends. Además, es famosa por interpretar a la doctora Tara Lewis en la serie Mentes criminales.

## Biografía
Es hija de Robin Gregory, una profesora, y Jim Tyler, un fotógrafo. Sus padres se divorciaron cuando ella tenía 10 años y fue criada por su padre. El interés de Tyler por la comedia nació durante la escuela secundaria, cuando acudió a clases de improvisación. Asistió al McAteer High School en San Francisco. También asistió al San Francisco School of the Arts High School. Asimismo, asistió al Dartmouth College donde se graduó en Política de Medio Ambiente y fue miembro de la fraternidad Tabard. En Dartmouth, cofundó un grupo femenino de canto a capela, las Dartmouth Rockapellas, un grupo dedicado a la difusión de la conciencia social a través de la canción. Después de trabajar brevemente en San Francisco para una empresa de publicidad, recorrió el país con una obra ligera tratando de hacer carrera en la comedia antes de mudarse a Los Ángeles en 1996.

## Carrera
Su carrera se inició en la televisión en 2001 con trabajos como anfitriona del programa Talk Soup que fue cancelada al año siguiente y también condujo el programa de The 5th Wheel en 2002. Tyler ha dedicado una cantidad significativa de su tiempo a proyectos independientes, incluyendo un papel en la obra Moose Mating, por el cual recibió un Premio Imagen NAACP. También escribió, dirigió y protagonizó el cortometraje independiente The Whipper.
Continuando con la actuación, Tyler participó en la serie Friends en un papel recurrente como la novia de Joey (Matt LeBlanc) y luego de Ross en la novena y la décima temporadas. Siguió apareciendo como invitada en las series CSI: Miami y Nip/Tuck, así como personaje recurrente en CSI: Crime Scene Investigation y 24 durante las temporadas de 2004 y 2005. Posteriormente filmó su propio piloto de comedia para la CBS, pero que no fue aceptado. También ha sido estrella invitada en MADtv.
Después de su papel regular en la serie de CBS Ghost Whisperer en su primera temporada y en el primer episodio de la temporada 2, ha aparecido en otros programas de drama de la CBS. Tyler apareció en varias películas, incluyendo The Santa Clause 2, la secuela The Santa Clause 3: The Escape Clause, .45, y la comedia Balls of Fury. En 2007, participó del thriller Death Sentence y el drama del crimen Black Water Transit en 2009. Igualmente, siguió apareciendo en la televisión en series como Boston Legal, Reno 911! y The Boondocks, y también fue invitada y crítica de cine en varios episodios de At the Movies, para cubrir la ausencia de Roger Ebert, mientras este se recuperaba de una cirugía.
Tyler ha participado en medios impresos como colaboradora habitual de revistas como Glamour y Jane. Su primer libro, Swerve: Guía para la dulce vida de chicas posmodernas, se publicó en enero de 2004. Tyler también juega en la World Poker Tour en el juego de Hollywood Home para Childhelp de los Estados Unidos, sin fines de lucro. También hizo una aparición con Kanye West, en la canción «Slow Jamz», que también incluyó a Twista y a Jamie Foxx.
Tyler apareció desnuda junto con otras celebridades en la edición de mayo de 2006 en la revista Allure, una edición anual para recaudación de fondos para la lucha contra el cáncer de piel.
Desde 2013 es la presentadora del programa de comedia de improvisación Whose Line Is It Anyway? y continúa apareciendo y prestando su voz en series como BoJack Horseman y Mentes criminales.

## Vida personal
En 1992 se casó con el abogado Jeff Tietjens. Ambos son amantes de la cerveza y tienen una cervecería casera. Se refirió a su amor y pasión por la cerveza en el programa de televisión de Sharon Osbourne. Tyler se separó de su esposo en 2017.
En enero de 2008 participó en un video de Barack Obama producido por Will.i.am llamado «Yes We Can» (‘Sí podemos’ en español). Admitió que es una ávida jugadora del videojuego Halo, así como también del juego League of Legends.

## Filmografía

### Cine
| Año  | Título                                | Papel            |
| ---- | ------------------------------------- | ---------------- |
| 1996 | Grand Avenue                          | Chica #1         |
| 2000 | Dancing in September                  | Mujer con Weave  |
| 2001 | Moose Mating                          | Josie            |
| 2002 | The Santa Clause 2                    | Madre Naturaleza |
| 2004 | Never Die Alone                       | Nancy            |
| 2004 | My Life, Inc.                         | Melanie Haywood  |
| 2006 | For One Night                         | Desiree Howard   |
| 2006 | The Santa Clause 3: The Escape Clause | Madre Naturaleza |
| 2006 | .45                                   | Liz              |
| 2007 | Death Sentence                        | Detective Walis  |
| 2007 | Balls of Fury                         | Mahogany         |
| 2008 | Meet Market                           | Jane             |
| 2008 | Bedtime Stories                       | Dona Hynde       |
| 2009 | Black Water Transit                   | Casey Spandau    |
| 2010 | Open Books                            | Lydia            |
| 2011 | Herd Mentality                        | Selena           |
| 2012 | The Babymakers                        | Karen            |

### Televisión
| Año       | Título                       | Papel                  | Notas         |
| --------- | ---------------------------- | ---------------------- | ------------- |
| 1996      | Nash Bridges                 | Reportera              | 1 episodio    |
| 1999      | The Pretender                | Angela Somerset        | 1 episodio    |
| 2001      | Larry David                  | Novia de Shaq          | 1 episodio    |
| 2002      | The Sausage Factory          | Jamie                  | 1 episodio    |
| 2003      | CSI: Miami                   | Janet Medrano          | 1 episodio    |
| 2003      | Friends                      | Charlie Wheeler        | 9 episodios   |
| 2004      | Nip/Tuck, a golpe de bisturí | Manya Mabika           | 1 episodio    |
| 2004-2005 | CSI: Las Vegas               | Mia Dickerson          | 13 episodios  |
| 2005      | 24                           | Marianne Taylor        | 7 episodios   |
| 2005-2006 | Entre fantasmas              | Andrea Marino          | 23 episodios  |
| 2007      | Boston Legal                 | Taryn Campbell         | 1 episodio    |
| 2007      | The Boondocks                | Luna (voz)             | 1 episodio    |
| 2008      | Reno 911!                    | Befany Dangle          | 1 episodio    |
| 2009-2021 | Archer                       | Lana Kane              | 126 episodios |
| 2010      | The Forgotten                | Lydia Townsend         | 1 episodio    |
| 2011-2012 | XIII                         | Jones                  | 15 episodios  |
| 2012      | Glee                         | Madre de Jake          | 1 episodio    |
| 2013      | Team Unicorn                 | Mayra                  | 1 episodio    |
| 2013      | Hawaii 5.0                   | Savannah Walker        | 1 episodio    |
| 2013      | Whose Line Is It Anyway?     | Presentadora           | 2013-presente |
| 2013      | The Millers                  | Ella misma/Cameo       | 1 episodio    |
| 2014      | Modern Family                | Wendy                  | 1 episodio    |
| 2014      | Madam Secretary              | Ella misma/Cameo       | 1 episodio    |
| 2014      | Dos hombres y medio          | Alisson                | 1 episodio    |
| 2014      | The Comeback                 | Ella misma/Cameo       | 1 episodio    |
| 2014-2015 | BoJack Horseman              | Sextina Aquafina (voz) | 2 episodios   |
| 2015-2020 | Mentes criminales            | Dra. Tara Lewis        | 82 episodios  |
| 2021      | Fear the Walking Dead        | Mickey                 | 1 episodio    |

### Directora
| Año       | Título              | Notas                            |
| --------- | ------------------- | -------------------------------- |
| 2017      | Axis                | También productora               |
| 2017–2018 | Mentes criminales   | 2 episodios                      |
| 2020      | Roswell, New Mexico | Episodio: «The Diner»            |
| 2022      | The Walking Dead    | Episodio: «Lo que hemos perdido» |